# Хефрен (гора)
Гора Хефрен — гора, розташована в долині річки Містая в національному парку Банф, Канада.
Гора Хефрен була названа на честь Хефрена, єгипетського фараона IV династії. Дж. Норман Коллі спочатку назвав гору Пірамідною горою в 1897 році, але вона суперечила вершині з ідентичною назвою в національному парку Джаспер, тому в 1924 році вона була перейменована на теперішню назву.   

## Маршрути

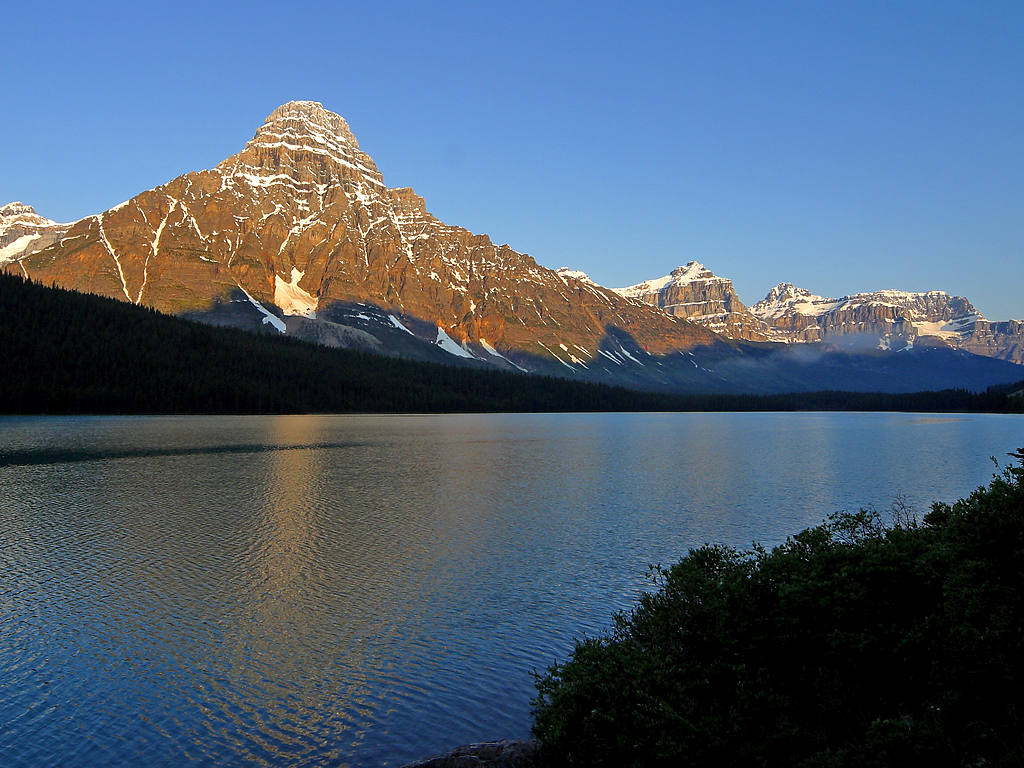
Вид на гору Хефрен і озеро водоплавних птахів з автостради Айсфілдс

Гора Хефрен вважається важкою для підйому на південній стороні через її круті верхні схили з можливими труднощами зі снігом і льодом. Значний сніг на маршруті, швидше за все, потребуватиме скоб і льодоруба, таким чином підштовхуючи сходження до сфери технічного альпінізму. Найкращими умовами для скремблінгу є кінець липня та серпень. 
Початок стежки розташований на західному кінці кемпінгу Waterfowl Lakes біля Icefields Parkway у Національному парку Банф. Перепад висоти від початку стежки до вершини становить 1630 метрів. 

## Геологія
Як і інші гори в Банф-парку, гора Хефрен складається з осадових порід, що відклалися від докембрійського до юрського періодів. Ця осадова порода, яка утворилася в мілководних морях, була висунена на схід і перейшла на поверхню молодшої породи під час орогенезу Лараміди.

## Клімат
Відповідно до кліматичної класифікації Кеппена, гора Хефрен розташована в субарктичному кліматичному поясі з холодною сніжною зимою та м’яким літом. Зимові температури можуть опускатися нижче −20 °C, а коефіцієнти холодного вітру — нижче −30 °C.